# Rebilus
Rebilus là một chi nhện trong họ Trochanteriidae.